# Andrea Haaser
Andrea Haaser, verheiratete Sendlhofer, (* 5. Februar 1961 in Schwaz) ist eine ehemalige österreichische Skirennläuferin. Sie fuhr im Weltcup viermal unter die schnellsten zehn, gewann ein Rennen im Europacup und wurde 1979 Junioreneuropameisterin in der Abfahrt.

## Biografie
Haaser kam schon früh zum Skirennsport und absolvierte während ihrer Volksschulzeit die ersten Rennen. Danach besuchte sie die Skihauptschule in Neustift im Stubaital und anschließend die Skihandelsschule in Stams. Haaser startete in der Saison 1977/78 erstmals im Europacup und erreichte in diesem Winter zwei dritte Plätze. Ebenfalls 1978 gewann sie sämtliche Bewerbe bei den österreichischen Jugendmeisterschaften in Bad Gastein.
In der Saison 1978/79 feierte Haaser ihren ersten und einzigen Europacupsieg im Riesenslalom von Puy-Saint-Vincent; in der Europacup-Gesamtwertung belegte sie den siebten Platz. Im selben Winter kam die damals 17-Jährige auch zu ersten Einsätzen im Weltcup. Mit einem sechsten Rang in der Kombination von Val-d’Isère und einem siebten Platz in der Kombination von Meiringen/Hasliberg fuhr sie auf Anhieb zweimal unter die besten zehn. Erfolgreich war Haaser auch bei den Junioreneuropameisterschaften 1979 im heimischen Achenkirch, bei der sie die Goldmedaille in der Abfahrt und die Silbermedaille im Riesenslalom gewann.
In der Saison 1979/80 erreichte Haaser erneut zwei Top-10-Plätze im Weltcup mit einem zehnten Platz in der Abfahrt von Piancavallo und einem daraus resultierenden sechsten Rang in der Kombination mit dem Riesenslalom von Limone Piemonte. Der Durchbruch an die Weltspitze gelang ihr jedoch nicht. In der Saison 1980/81 war ein 13. Platz in der Abfahrt der Krummholzrennen in Haus im Ennstal ihr bestes Weltcupergebnis, weshalb sie neben dem Weltcup auch weiterhin im Europacup zum Einsatz kam.
Bereits im Alter von 20 Jahren musste Haaser ihre Karriere beenden, nachdem sie im Herbst 1981 während der Vorbereitung für die nächste Saison schwere Verletzungen erlitten hatte. Mit dem Skirennsport blieb sie aber weiterhin verbunden. Haaser nahm viele Jahre an Masters-Rennen teil und wurde Trainerin einer Nachwuchsmannschaft. Auch ihr 1996 geborener Sohn Lukas begann mit dem Skirennsport.

## Erfolge

### Weltcup
- 4 Platzierungen unter den besten zehn

### Europacup
- 4 Podestplätze, davon 1 Sieg (Riesenslalom in Puy-Saint-Vincent 1978/79)

### Junioreneuropameisterschaften
- Achenkirch 1979: 1. Abfahrt, 2. Riesenslalom